# Fiordo di Bourgeois
Il fiordo di Bourgeois è un fiordo lungo circa 50 km e largo da 5 a 8 km, situato davanti alla costa di Loubet, di cui costituisce il limite meridionale, separandola dalla costa di Fallières, sulla costa occidentale della Terra di Graham, in Antartide. Il fiordo si trova in particolare a sud della penisola Arrowsmith, dove si snoda in direzione sud-ovest/nord-est tra le coste orientali delle isole Pourquoi Pas e Blaiklock e quelle occidentali dell'isola Ridge e della terraferma. All'interno del fiordo, o comunque delle cale che lo costeggiano, si riversano diversi flussi glaciali, tra cui quello del ghiacciaio Perutz. L'estremità nord-orientale del fiordo, in corrispondenza del versante meridionale dell'attaccatura delle penisola Arrowsmith alla terraferma, prende il nome di baia Blind.

## Storia
Il fiordo di Bourgeois fu scoperto e mappato nel 1909 durante la seconda spedizione antartica comandata dal francese Jean-Baptiste Charcot, svoltasi dal 1908 al 1910, il quale lo battezzò con il suo attuale nome in onore del colonnello Joseph E. Bourgeois, direttore del servizio geografico dell'esercito francese. Il fiordo fu poi mappato più dettagliatamente dopo una ricognizione fatta nel 1936 dalla spedizione britannica nella Terra di Graham, svoltasi dal 1934 al 1937 e comandata da John Rymill, e poi dopo altre ricognizioni effettuate tra il 1948 e il 1950 da parte del British Antarctic Survey, al tempo ancora chiamato Falkland Islands Dependencies Survey.